# Пикстаун (Јужна Дакота)
Пикстаун (енгл. Pickstown) град је у америчкој савезној држави Јужна Дакота.

## Демографија
По попису из 2010. године број становника је 201, што је 33 (19,6%) становника више него 2000. године.
| Група             | 2000.       | 2010.       |
| Белци             | 143 (85,1%) | 164 (81,6%) |
| Афроамериканци    | 0 (0,0%)    | 0 (0,0%)    |
| Азијати           | 1 (0,6%)    | 1 (0,5%)    |
| Хиспаноамериканци | 0 (0,0%)    | 2 (1,0%)    |
| Укупно            | 168         | 201         |